# Irakli Bolkwadze
Irakli Bolkwadze, gruz. ირაკლი ბოლქვაძე (ur. 12 grudnia 1994 w Nikozji) – gruziński pływak, specjalizujący się w stylu klasycznym i zmiennym.
W 2012 wywalczył brąz mistrzostw Europy juniorów na 200 m żabką.
Wystartował na igrzyskach olimpijskich w Londynie (2012) na 200 metrów stylem klasycznym, gdzie zajął 28. miejsce.
Bolkwadze jest posiadaczem pięciu aktualnych rekordów Gruzji w pływaniu: na 50, 100 i 200 m stylem klasycznym oraz 200 i 400 m stylem zmiennym.